# Hirtomurex
Genre
Synonymes
- Coralliophila (Hirtomurex) Coen, 1922[1]
- Pseudomurex (Hirtomurex) Coen, 1922[1]

Hirtomurex est un genre d'escargots de mer (mollusques marins) de la famille des Muricidae.

## Liste d'espèces
Selon World Register of Marine Species (8 juillet 2020) :
- Hirtomurex filiaregis (Kurohara, 1959)
- Hirtomurex guoi K.-Y. Lai & B.-S. Jung, 2016
- Hirtomurex isshikiensis (Shikama, 1971)
- Hirtomurex kawamurai (Shikama, 1978)
- Hirtomurex marshalli Oliverio, 2008
- Hirtomurex nakamurai Kosuge, 1985
- Hirtomurex oyamai Kosuge, 1985
- Hirtomurex scobina (Kilburn, 1973)
- Hirtomurex senticosus (H. Adams & A. Adams, 1863)
- Hirtomurex squamosus (Bivona e Bernardi, 1838)
- Hirtomurex tangaroa B. A. Marshall & Oliverio, 2009
- Hirtomurex taranui B. A. Marshall & Oliverio, 2009
- Hirtomurex teramachii (Kuroda, 1959)
- Hirtomurex winckworthi (Fulton, 1930)